# 康塞桑-杜斯欧鲁斯
康塞桑-杜斯欧鲁斯是巴西米纳斯吉拉斯州的一个市镇。总面积182.673平方公里，总人口10204人，人口密度55.9人/平方公里。